# Gamlestadens station
Gamlestadens station är en järnvägsstation i Gamlestaden i Göteborg längs Norge/Vänerbanan mellan Göteborgs centralstation och Surte station. Stationen trafikeras sedan 8 december 2012 av Göteborgs pendeltåg mot Älvängen (Alependeln). Även regionaltåg mellan Göteborg och Vänersborg stannar. Stationen ligger vid spårvagnshållplatsen Gamlestads torg vilket möjliggör enkla byten till spårvagn linje 4, 6, 7, 8, 9 och 11 samt busslinjerna 78, 159, 167, 168 och 515. Bredvid järnvägsstationen och spårvagnshållplatsen finns resecentrum Knutpunkt Gamlestaden med en terminalbyggnad som har vänthall samt en 74 meter hög kontorsbyggnad som invigdes 2018.

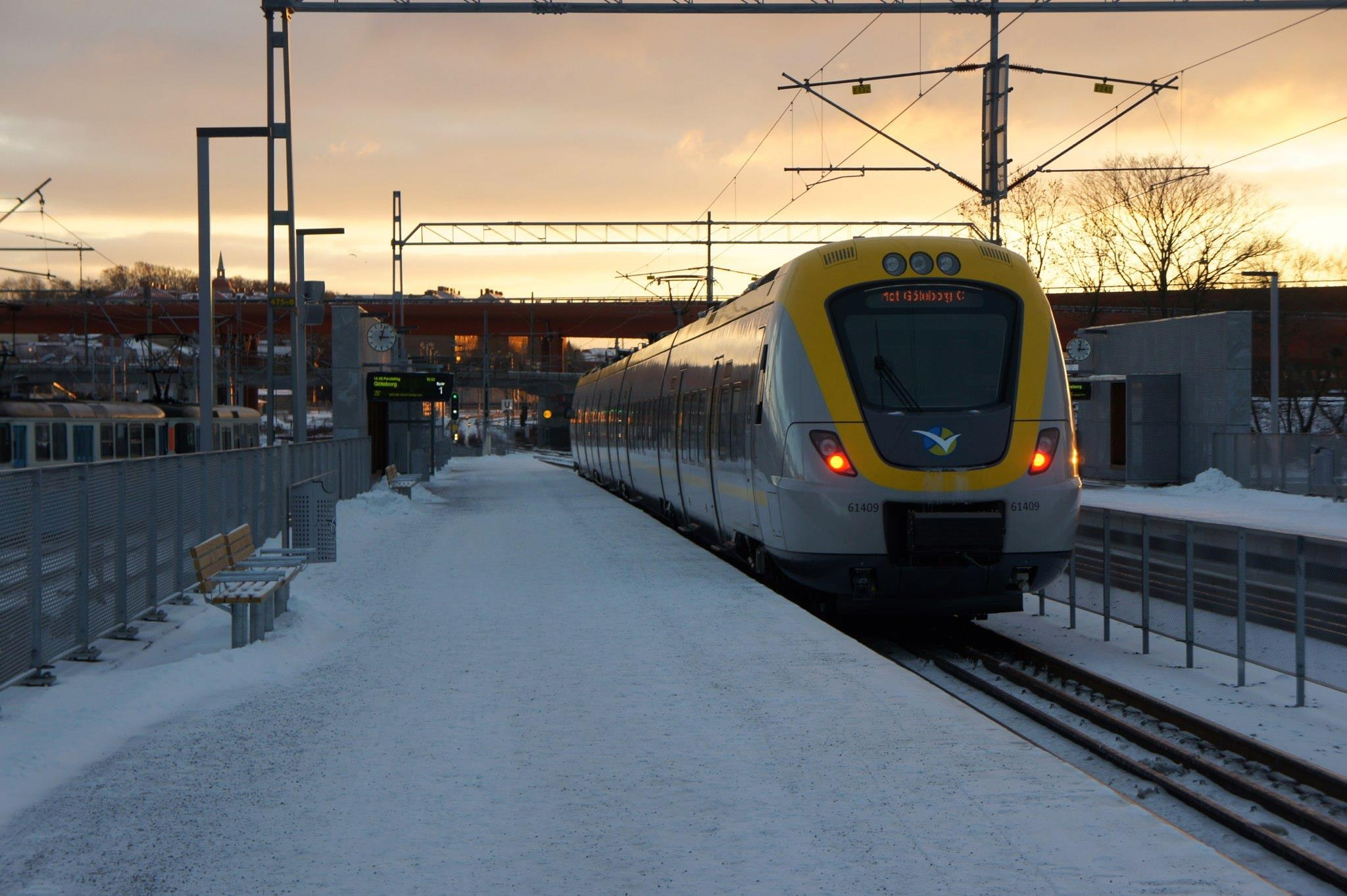
Pendeltåg av typ X61 på Gamlestadens station
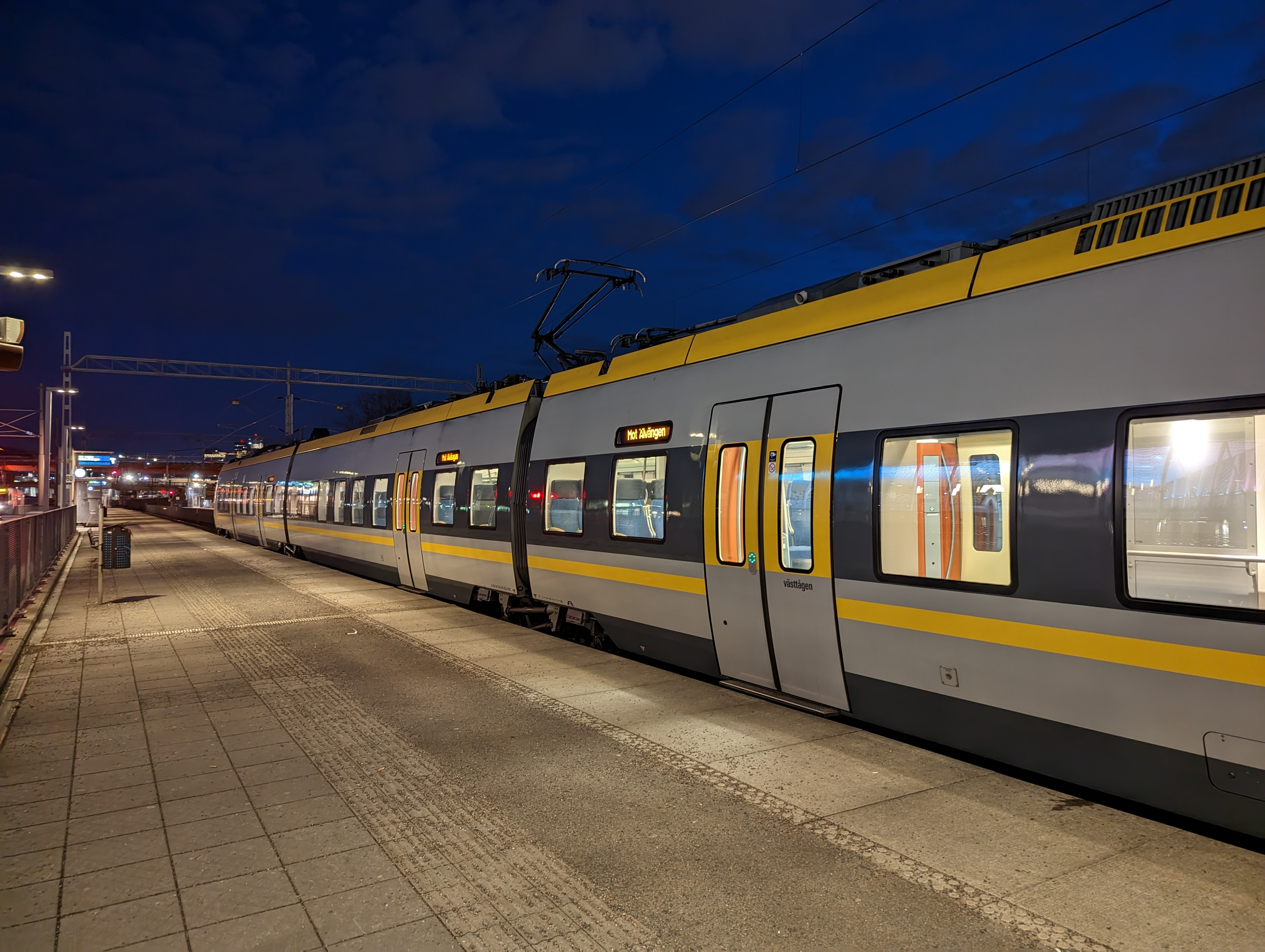
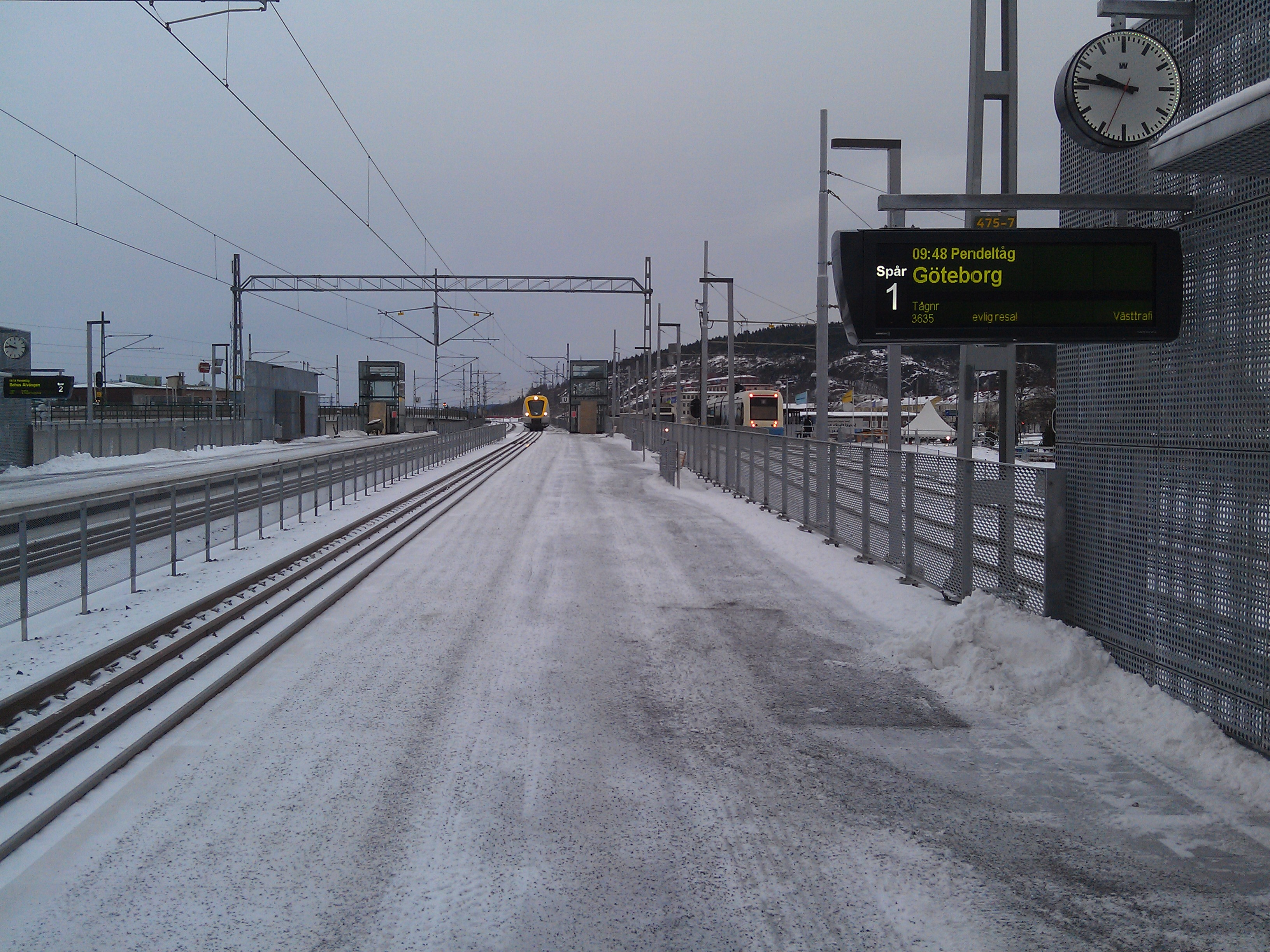
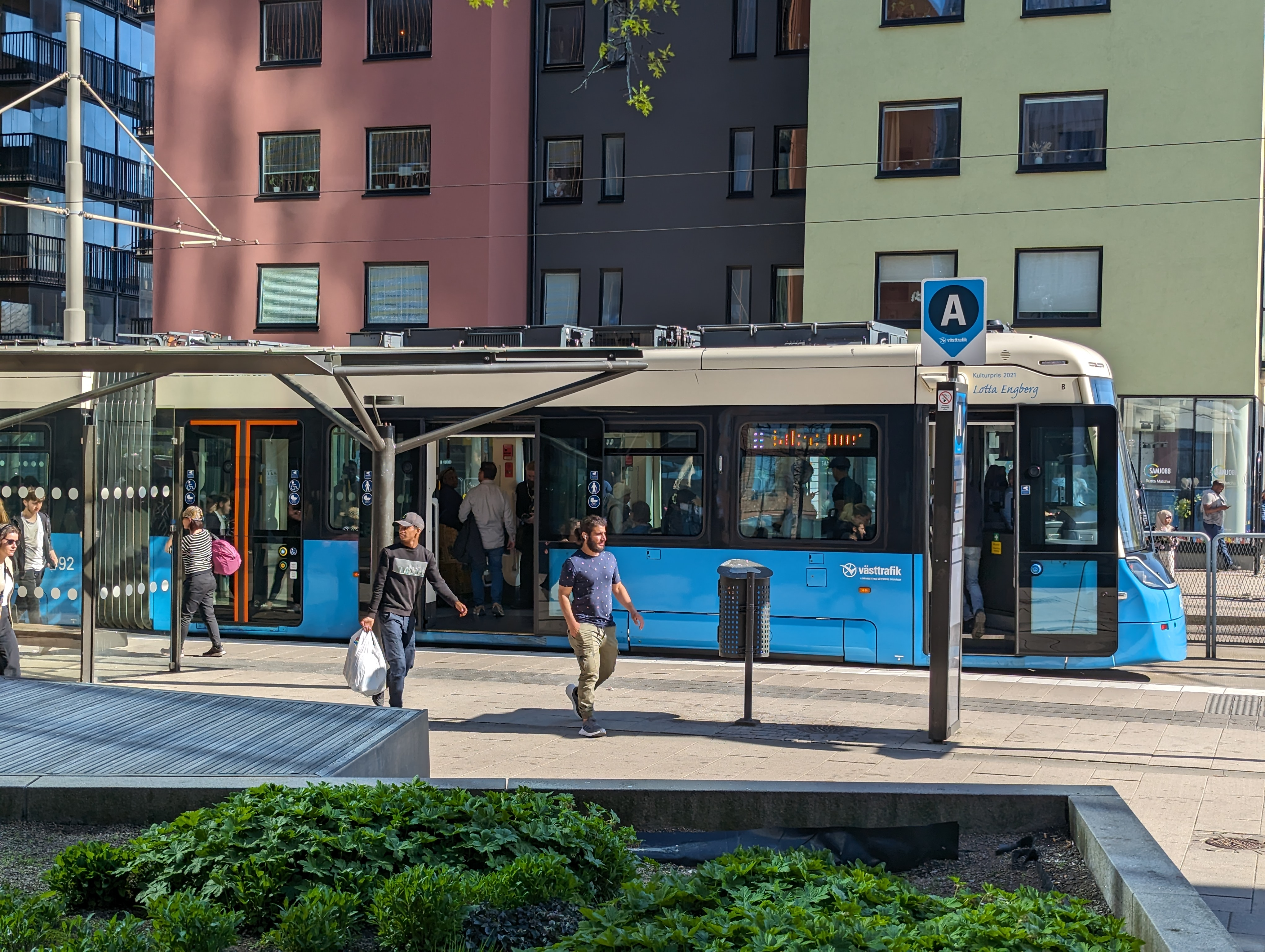
Spårvagn av typ M33 på Gamlestads torg
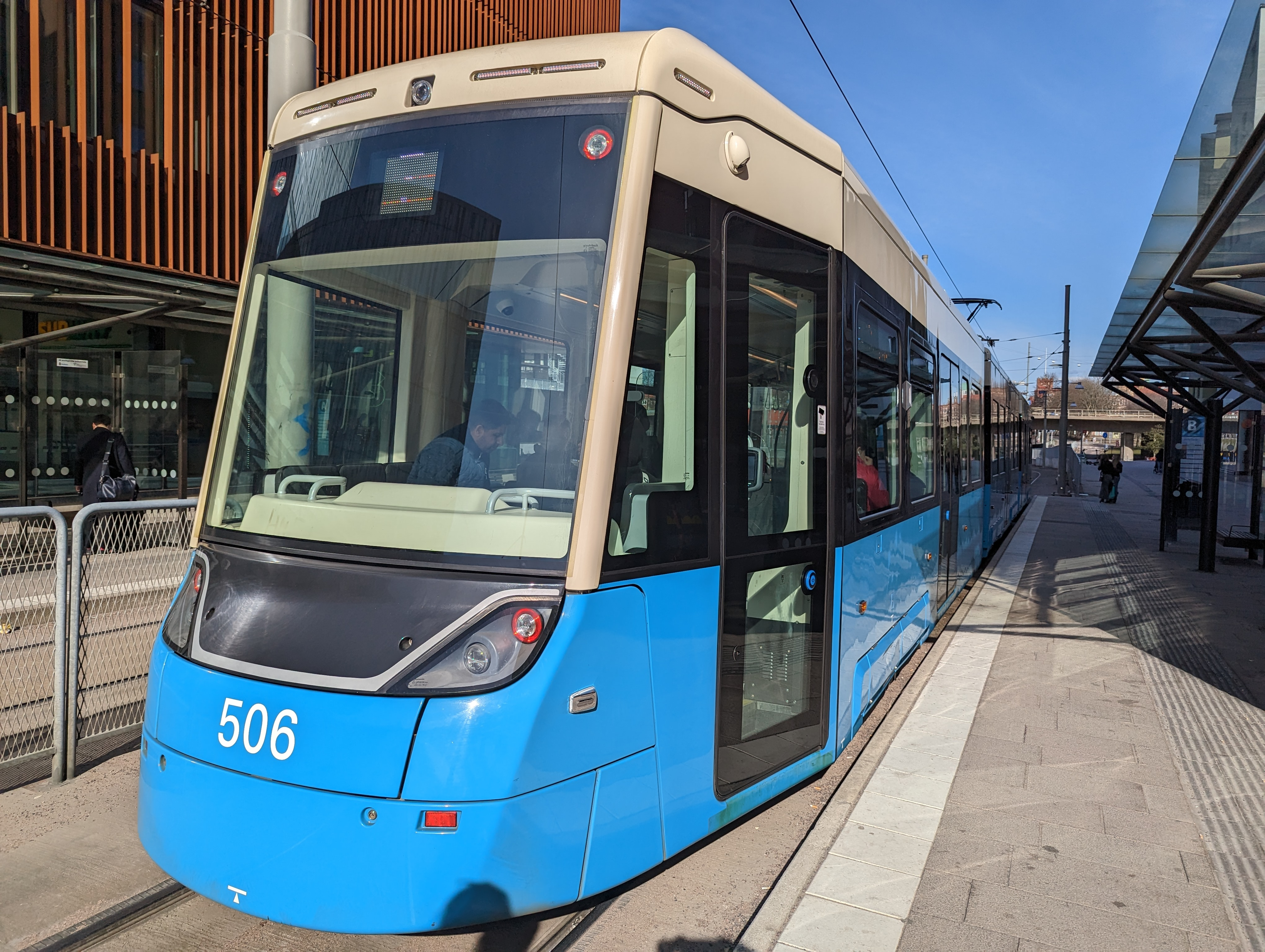
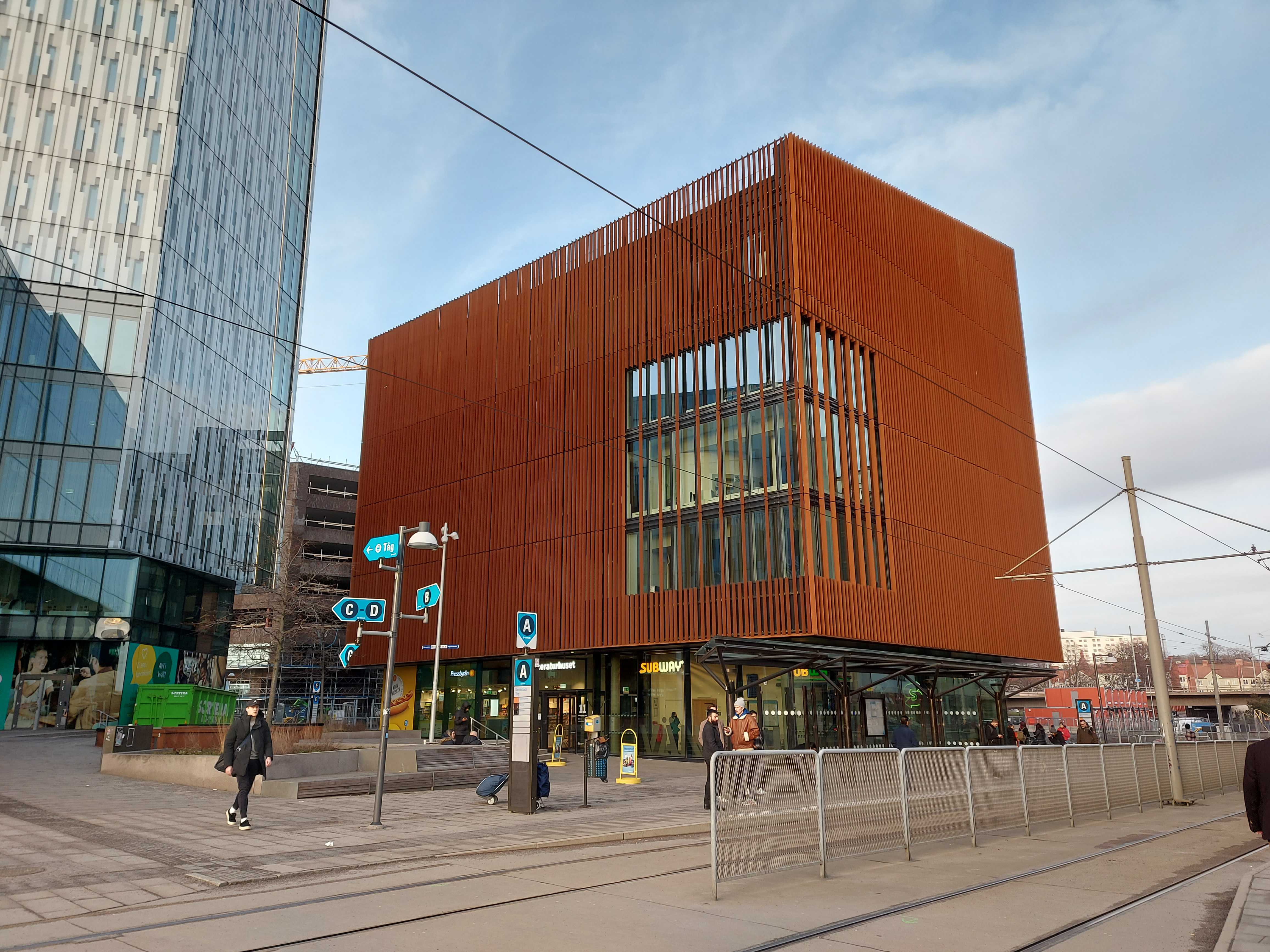
Gamlestads torg